# 밥 몽고메리
밥 몽고메리(Bob Montgomery, 1937년 5월 12일 ~ 2014년 12월 4일)는 미국의 가수, 작곡가, 녹음 프로듀서 및 출판인이다. 미국 택사스 주 람파사스 출신으로, 자신의 절친 버디 홀리와 작곡가 파트너였다. 고교 시절에는 그와 "버디 앤 밥"이라는 듀오를 결성해 활동하기도 했다. 로커빌리 사운드로 발전하는 다양한 블루그래스 음악을 연주하였다.
몽고메리와 홀리는 택사스 주 러벅에 소재한 허친슨 주니어 고등학교에서 1949년경 만났다. 학교 조례시간에 함께 연습하기도 하고 동네 라디오 쇼에서도 연주했다. 몽고메리가 리드해 노래를 부르면 홀리가 하모니를 넣는 식이었다. 얼마 안되어 KDAV란 주간 일요 라디오 쇼에서 공연을 가졌다. 1955년 10월, 빌리 해일리 앤 히즈 코메츠가 페어 파크 강장에서 콘서트를 열었고 몽고메리, 홀리, 베이시스트 레리 웰본도 광고지에 함께 실렸다. 그 뒤 에디 클랜달, 마티 로빈슨의 매니저가 KDAV 방송국 소유자 패피 데이브 스톤에게 솔로 공연자로서의 홀리의 활동에 흥미가 있다는 말을 전했다. 그리고 데카 레코드 데모 전달 이후 홀리의 경력이 시작되었다.
몽고메리는 몇몇 홀리의 곡에서 공동 작곡가로 기재되었는데, 개중 〈Heartbeat〉, 〈Wishing〉, 〈Love's Made a Fool of You〉가 있다. 또한 팝 스탠더드 〈Misty Blue〉의 작곡자이며 팻시 클라인을 위해선 〈Back in Baby's Arms〉를 작곡했다. 그 아들 케빈이 해당 곡을 녹음해 자신의 앨범 《True》에 담았다. 몽고메리는 바비 골든스보로의 1위 히트곡 〈Honey〉를 쓰기도 했다.
몽고메리는 2014년 12월 4일 미주리주 리스 서밋에서 77세 나이로 파킨슨병으로 사망했다.